# Barney Clark
Barney Ivan S. Clark (* 25. Juni 1993 in London) ist ein britischer Schauspieler.
Clark drehte bereits 2001 seinen ersten Film, The Lawness Heart (mit Tom Hollander; Regie: Tom Hunsinger und Neil Hunter). Seit 2004 spielt er in der Fernsehserie The Brief mit. 2005 spielte er in Oliver Twist die Hauptrolle. Sein Filmpartner war Sir Ben Kingsley, die Regie führte Roman Polański. 2007 spielte er in Wilde Unschuld die Rolle des zwölfjährigen Tony.
Im Dezember 2011 wurde Clark aufgrund von gewalttätigem Verhalten bei der polizeilichen Unterbindung eines von ihm besuchten illegalen Raves festgenommen und zu 14 Monaten Haft verurteilt.